# Linia kolejowa nr 139
Linia kolejowa nr 139 Katowice – Zwardoń – pierwszorzędna (na odcinku do km 42,435 magistralna) linia kolejowa znaczenia państwowego w województwie śląskim. Linia jest zelektryfikowana na całym odcinku oraz dwutorowa na odcinkach Katowice – Bielsko-Biała Główna i Bielsko-Biała Lipnik – Wilkowice Bystra.

## Parametry techniczne
Poniższa tabela przedstawia wykaz prędkości dla elektrycznych i spalinowych zespołów trakcyjnych:
| Kilometraż           | Kilometraż | Prędkość       | Prędkość |
| od                   | do         | tor 1          | tor 2    |
| -------------------- | ---------- | -------------- | -------- |
| 0,090                | 7,000      | 70             | 70       |
| 7,000                | 7,300      | 40             | 70       |
| 7,300                | 14,100     | 130            | 130      |
| 14,100               | 14,300     | 120            | 120      |
| 14,300               | 16,100     | 130            | 130      |
| 16,100               | 17,900     | 120            | 120      |
| 17,900               | 25,000     | 140            | 140      |
| 25,000               | 25,700     | 130            | 130      |
| 25,700               | 26,000     | 120            | 120      |
| 26,000               | 30,400     | 140            | 140      |
| 30,400               | 30,700     | 130            | 130      |
| 30,700               | 35,500     | 140            | 140      |
| 35,500               | 36,800     | 120            | 120      |
| 36,800               | 41,250     | 140            | 140      |
| 41,250               | 45,350     | 90             | 90       |
| 45,350               | 46,200     | 80             | 80       |
| 46,200               | 46,900     | 90             | 90       |
| 46,900               | 48,150     | 110            | 110      |
| 48,150               | 48,450     | 90             | 90       |
| 48,150               | 55,150     | 110            | 110      |
| 55,150               | 55,800     | 90             | 100      |
| 55,800               | 56,043     | 40             | 100      |
| 56,043               | 57,230     | 40             |          |
| 57,230               | 65,005     | 120            | 120      |
| 65,005               | 70,245     | 70             |          |
| 70,245               | 77,117     | 60             |          |
| 77,117               | 78,873     | 100            |          |
| 78,873               | 79,114     | 70             |          |
| 79,114               | 79,673     | 100            |          |
| 79,673               | 83,410     | 120            |          |
| 83,410               | 85,400     | 70             |          |
| 85,400               | 86,856     | 60             |          |
| 86,856               | 113,785    | 50             |          |
| 20,226               | 13,456     | 70* (Id12-489) |          |
| Prędkość dla EZT/SZT |            |                |          |

## Historia
Pierwszy odcinek tej linii kolejowej, z Katowic do Ligoty, otwarto 1 grudnia 1852. Linia 139 stała się wtedy częścią linii kolejowych zarządzanych przez Kolej Górnośląską. Odcinek z Dziedzic do Bielska otwarto 17 grudnia 1855 jako fragment Kolei Północnej. 15 listopada 1868 otwarto odcinek z Tychów do Dziedzic, 18 sierpnia 1878 odcinek Bielsko – Żywiec, a 3 listopada 1884 odcinek Żywiec – Zwardoń. Najmłodszym fragmentem linii kolejowej jest odcinek Katowice Ligota – Tychy, który został otwarty 2 listopada 1912.
W 1963 r. na odcinku Katowice – Bielsko-Biała Główna miała miejsce przebudowa linii kolejowej do linii dwutorowej, a w 1990 odcinka Bielsko-Biała Lipnik – Wilkowice Bystra.
W 1961 zelektryfikowano odcinek Katowice – Katowice Ligota, w 1963 Katowice Ligota – Bielsko-Biała Główna, w 1970 Bielsko-Biała Główna – Żywiec, a w 1986 Żywiec – Zwardoń. Jako ostatni (w 2002 roku) zelektryfikowano odcinek Zwardoń – Skalité-Serafínov.
W grudniu 2007 na odcinku Bielsko-Biała – Zwardoń zawieszono kursowanie pociągów dalekobieżnych.
6 czerwca 2017 PKP Polskie Linie Kolejowe podpisały z konsorcjum firm Intop Warszawa i Przedsiębiorstwo Remontowo Budowlane „Tor” umowę na rewitalizację linii nr 139 na odcinku Bielsko-Biała Lipnik – Wilkowice Bystra. 11 czerwca 2017 na odcinku Bielsko-Biała – Zwardoń przywrócono kursowanie pociągów dalekobieżnych. 29 maja 2018 PKP Polskie Linie Kolejowe podpisały z przedsiębiorstwem CTL Service umowę na rewitalizację odcinka Żywiec – Węgierska Górka. Umowa obejmuje m.in. przebudowę peronów na przystankach Radziechowy Wieprz, Cięcina Dolna i Cięcina, wymianę nawierzchni na 10 przejazdach kolejowo-drogowych, wymianę ok. 8 km torów i 9 km sieci trakcyjnej oraz remont 21 obiektów inżynieryjnych (w tym 7 mostów).

## Ruch pociągów

### Przewoźnicy pasażerscy
- Koleje Śląskie
- PKP Intercity

### Przewoźnicy towarowi
- PKP Cargo oraz prywatni przewoźnicy